# 파리 소르본 대학교
파리 제4대학교(Paris IV)는 프랑스 파리의 대학교이며 1971년 파리시의 국립대학교를 개편하면서 생긴 대학이다. 순서를 매긴 대학교 명칭 이외에 이 대학교는 파리 소르본 대학교(프랑스어: Université Paris Sorbonne)라고 지칭된다. 대학 개편 당시 파리 대학교(일명 소르본 대학)에 속해 있던 인문학부를 토대로 파리 제4 대학교가 설립되었다. 이 대학교는 파리 중심부에 위치하며 문학적으로 유서가 깊은 《라틴 가》(Quartier latin) 바로 옆에 있다.

## 대학교 개편
파리 제4 대학교는 실질적으로 에드가 포르의 대학 개혁의 산물로서 1968년에 생겨났다. 그러나 학부와 학교 행정은 이전에 있던 파리 대학을 계승하였고 대학교 명칭도 이전의 소르본 대학을 계승하고 있다. 법적으로 대학교가 개교된 일시는 1970년 12월 23일이며, 1984년 7월 17일에 정부로부터 파리 제4 대학교라는 명칭으로 공식적으로 승인되었다.

## 같이 보기
- 소르본 대학교
- 신 파리 대학교
- 소르본
- 프랑스의 교육